# 1707 en littérature
| Années de la littérature : 1704 - 1705 - 1706 - 1707 - 1708 - 1709 - 1710    |
| Décennies de la littérature : 1670 - 1680 - 1690 - 1700 - 1710 - 1720 - 1730 |

Cet article présente les faits marquants de l'année 1707 en littérature.

## Événements
- Octobre : le Parlement irlandais adopte une « Loi pour la création et la préservation permanente d'une bibliothèque publique ». Elle permet l'ouverture au public de la bibliothèque Marsh de Dublin, fondée par l'archevêque anglican de Dublin Narcissus Marsh première bibliothèque publique d'Irlande[1].
- 1er décembre : Jacques-Louis Valon de Mimeure est reçu membre de l'Académie française[2].

## Parutions
- Le Factum de la France de Boisguillebert, proscrit par un arrêt du conseil privé du roi du 14 mars[3].
- Nicolas Malebranche, Traité de l’amour de Dieu, Lyon, Léonard Plaignard, 1707 (présentation en ligne).

- Jean François Baltus, Réponse à l'Histoire des oracles : de M. de Fontenelle, Strasbourg, Jean Regnauld Doulssecker, 1707 (présentation en ligne).

- Alain-René Lesage publie Le Diable boiteux, adaptation d'un roman de Vélez de Guevara[4].

## Naissances
- 13 janvier : John Boyle, 5e comte de Cork et 5e comte d'Orrery, écrivain irlandais († en 1762)
- 14 février : Claude-Prosper Jolyot de Crébillon (dit Crébillon fils), écrivain français († en 1777)
- 25 février : Carlo Goldoni, écrivain, traducteur et dramaturge italien († en 1793)
- 22 avril : Henry Fielding, romancier, dramaturge, poète et journaliste anglais († 1754)
- 4 août : Johann August Ernesti, théologien et philologiste allemand († 1781)
- 7 septembre : Georges-Louis Leclerc, comte de Buffon, naturaliste, mathématicien, biologiste, cosmologiste et écrivain français († 1788)

## Décès
- 29 avril : George Farquhar, auteur dramatique irlandais (° vers 1678)
- 15 septembre : George Stepney, poète et diplomate anglais (° 1663)
- 24 septembre : Vincenzo da Filacaja, poète lyrique italien (° 1642)
- 27 décembre : Dom Jean Mabillon, moine bénédictin, érudit, écrivain de langue latine et historien français (° 1632)